# Refugio Poqueira
Das Refugio Poqueira ist neben dem Refugio Postero Alto die einzige bewirtschaftete Berghütte in der spanischen Sierra Nevada und liegt auf einer Höhe von 2500 msnm an der Südflanke des höchsten Berges der iberischen Halbinsel, dem 3479 m hohen Pico Mulhacén.

## Zustieg
Die Schutzhütte ist zu Fuß in drei bis vier Stunden von Capileira oder Trevélez auf Wanderwegen zu erreichen.
Während es sich im Sommer um eine technisch relativ einfache, wenn auch körperlich fordernde Wanderung handelt, kann von November bis Mai die Verwendung von Steigeisen, Schneeschuhen oder Skiern sinnvoll sein, um zur Hütte zu gelangen.

## Ausstattung
Das Refugio Poqueira verfügt über 87 Schlafplätze und ist das gesamte Jahr über bewirtschaftet.
Es gibt einen Wasch- und WC-Raum mit fließend kaltem (auf Anfrage auch warmem) Wasser.
Die Küche ist durchgehend bewirtschaftet und es wird auch eine Selbstversorgerküche zur Verfügung gestellt.
An Wochenenden und während Schönwetterperioden empfiehlt sich eine rechtzeitige Reservierung.

## Übergänge
- Refugio Postero Alto, 1990 m

## Gipfelbesteigungen
- Mulhacén (3479 m), Gehzeit 3–4 Stunden
- Alcazaba (3375 m), Gehzeit 4–5 Stunden
- Pico del Veleta (3396 m), Gehzeit 4 Stunden